# Bérengeville-la-Campagne
Bérengeville-la-Campagne é uma comuna francesa na região administrativa da Normandia, no departamento de Eure. Estende-se por uma área de 9,28 km². Em 2010 a comuna tinha 337 habitantes (densidade: 36,3 hab./km²).